# 1990–1991-es magyar női labdarúgó-bajnokság (első osztály)
A magyar női labdarúgó-bajnokság első osztályában 1990–91-ben 11 csapat küzdött a bajnoki címért. A László Kórház a második csapatával is benevezett. A hetedik hivatalos bajnokságban a Femina szerezte meg a bajnoki címét. A címvédő  a Renova Spartacus csapata volt.

## Végeredmény
| #   | Csapat                        | M  | GY | D | V  | G+ – G– | GK   | P  | Megjegyzések |
| --- | ----------------------------- | -- | -- | - | -- | ------- | ---- | -- | ------------ |
| 1.  | Femina FC                     | 20 | 16 | 4 | 0  | 119–11  | +108 | 36 | Bajnok       |
| 2.  | Renova SpartacusCV            | 20 | 17 | 2 | 1  | 92–10   | +82  | 36 |              |
| 3.  | Ferencvárosi László Kórház    | 20 | 11 | 5 | 4  | 66–20   | +46  | 27 |              |
| 4.  | Egri Lendület                 | 20 | 12 | 3 | 5  | 51–26   | +25  | 27 |              |
| 5.  | Ferencvárosi László Kórház II | 20 | 9  | 3 | 8  | 35–38   | −3   | 21 |              |
| 6.  | Szegedi TC                    | 20 | 10 | 1 | 9  | 31–34   | −3   | 21 |              |
| 7.  | Gyulai SE                     | 20 | 8  | 4 | 8  | 21–30   | −9   | 20 |              |
| 8.  | Pécsi FC                      | 20 | 6  | 1 | 13 | 19–70   | −51  | 13 |              |
| 9.  | Biovin SE                     | 20 | 2  | 7 | 11 | 12–49   | −37  | 11 |              |
| 10. | Tiszaliget                    | 20 | 1  | 3 | 16 | 9–88    | −79  | 5  |              |
| 11. | Debreceni Amazon              | 20 | 1  | 1 | 18 | 8–87    | −79  | 3  |              |

A bajnok Femina játékosai
Hosszú Erika, Kiss Mária kapusok – Bátyi Anna, Bóni Mária, Bökk Katalin, Debre Erzsébet, Farkas Mónika, Főfai Tímea, Judik Barbara, Kiss Lászlóné, Kis Zita, Máté Adél, Oroszki Ildikó, Papp Annamária, Rácz Adrienn, Tóth Ágnes, Tóth Judit, Vrábel Ibolya.

## A góllövőlista élmezőnye
| Gól                                                 | Név            | Csapat                        |
| --------------------------------------------------- | -------------- | ----------------------------- |
| 36                                                  | Vrábel Ibolya  | Femina FC                     |
| 27                                                  | Doina Rus      | Ferencvárosi László Kórház    |
| 20                                                  | Főfai Tímea    | Femina FC                     |
| 20                                                  | Fülöp Beáta    | Renova Spartacus              |
| 19                                                  | Papp Annamária | Femina FC                     |
| 19                                                  | Ferenczy N.    | Ferencvárosi László Kórház II |
| 17                                                  | Gál Rozália    | Egri Lendület                 |
| 15                                                  | Oláh Eszter    | Renova Spartacus              |
| 14                                                  | Bárfy Ágnes    | Renova Spartacus              |
| 13                                                  | Szarka Éva     | Ferencvárosi László Kórház    |
| Forrás: Futball '93 (Budapest, 1994) ISSN 1217-873X |                |                               |